# Augusto Fernando Barreira de Campos
Augusto Fernando Barreira de Campos (Lisboa, São Sebastião da Pedreira, 7 de agosto de 1915 — Lisboa 24 de maio de 1955) foi um desportista português, ex-presidente do Sporting Clube de Portugal.

## Biografia
Durante a sua Vice-Presidência o Sporting Clube de Portugal conquistou o Campeonato Nacional de Futebol.
Tornou-se presidente do clube a 16 de Setembro de 1944, tendo terminado a 18 de Janeiro de 1946. Foram seus pares nesta direcção nomes como: Melo de Carvalho, Pedro Aires, Capitão Almiro Maia de Loureiro, Jorge Leitão e Isaac Sequerra.
Durante o seu mandato foram feitas as primeiras entregas dos emblemas comemorativos de 25 anos de filiação clubística nas festividades do 30.º aniversário do clube. Foram nesta época criadas as primeiras escolas de natação em Portugal. Venceu pela 3.ª vez a Taça de Portugal e no atletismo ganharam-se todos os campeonatos regionais e nacionais de todas as categorias.
Posteriormente foi Membro do Conselho-Geral do clube.